# Lisel Haas
Lisel Haas (Mönchengladbach, 12 ottobre 1898 – Birmingham, 1989) è stata una fotografa tedesca.

## Biografia

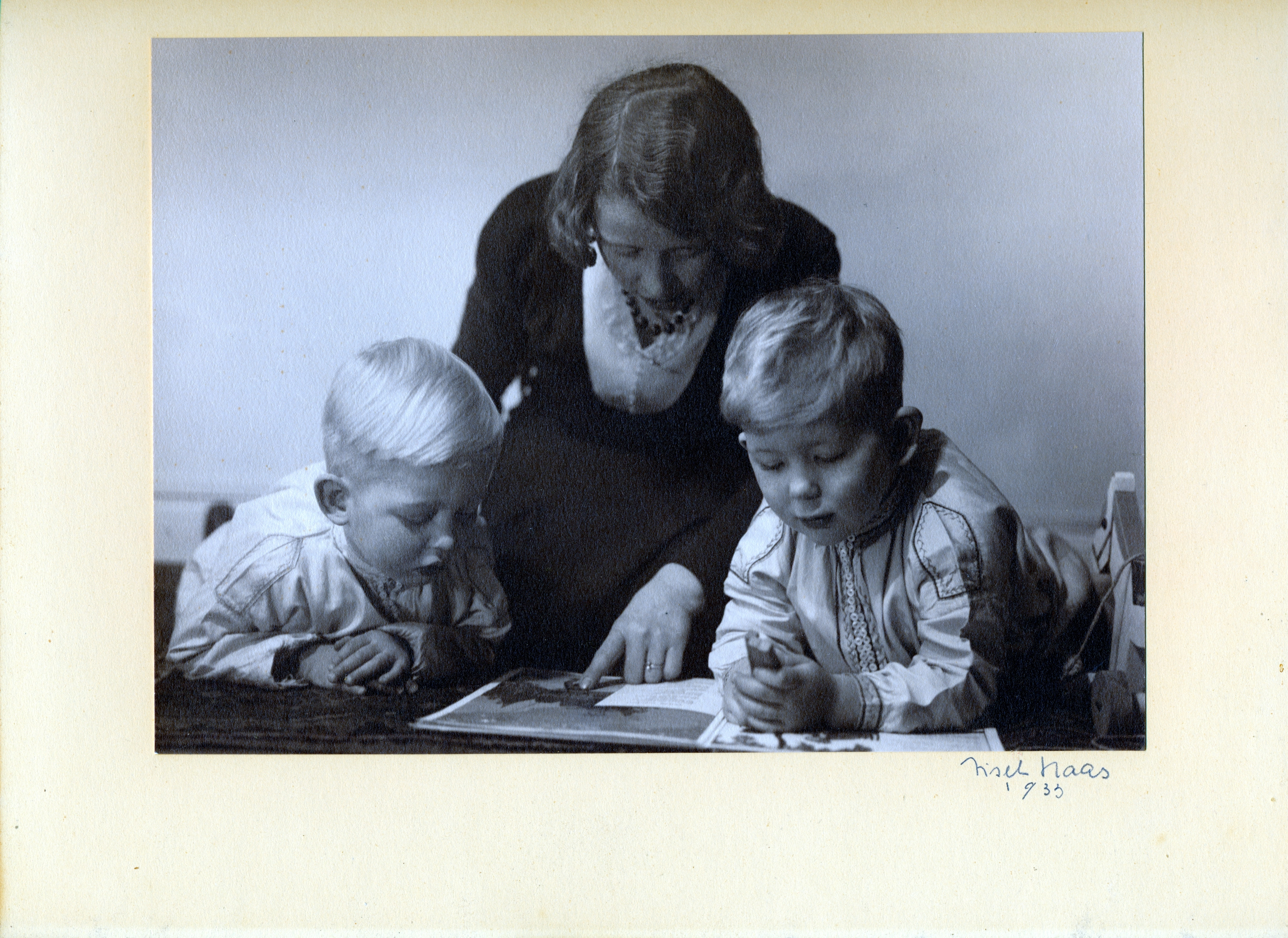
Bambini di Mönchengladbach, 25 giugno 1933

Nacque in una famiglia ebrea, suo fratello Hans Erich si specializzò in psicoanalisi mentre lei al principio si formò in pittura. In seguito passò alla fotografia e si dedicò al ritratto ma anche al giornalismo fotografico per il giornale cattolico "Weltwarte" e alla foto di teatro. Inoltre sviluppò un particolare interesse per i bambini delle periferie urbane tedesche.
In un primo momento, il 18 ottobre 1938, le fu intimato di apporre un cartello in vetrina del suo atelier che evidenziasse il fatto che si trattava di attività ebraica, ma in seguito alla violenta notte dei cristalli del 9 e 10 novembre, decise di fuggire dalla Germania con suo padre. La richiesta di asilo in America fu respinta perciò arrivarono a Birmingham nel dicembre del 1938, dove raggiunsero il fratello con la sua famiglia.
Nel 1940 ottenne un lavoro fisso come fotografa ufficiale del Birmingham Repertory Theatre dove rimase per molti anni e dalla sua macchina fotografica sono passate svariate compagnie teatrali e molti attori e attrici tra i quali Paul Scofield, Albert Finney, Ian Richardson, Derek Jacobi, per citarne alcuni. Fotografò anche al Crescent Theatre e all'Alexandra Theatre, entrambi a Birmingham, al Belgrade Theatre di Coventry e al Rose Theatre di Kidderminster. Al termine della guerra aprì un proprio studio assieme alla sua compagna tedesca Grete Bermbach.
Non si hanno notizie della sua vita successiva, salvo il fatto che tornò in Germania soltanto una volta per riprendere degli oggetti che aveva lasciato ad una signora non ebrea. Sappiamo anche che una sua nipote, Dorothy Williams, in visita a Mönchengladbach con il marito, anni dopo, non trovò alcuna traccia né della sua casa né dello studio. Grazie al lavoro della nipote che, non solo ha conservato e ritrovato le foto della zia, ma ha anche valorizzato e fatto conoscere le sue immagini e la stessa esistenza della fotografa, oltre al valore di testimonianza in Germania e in Inghilterra. Del resto, secondo la Bertz Associates, ci sarebbero circa 70 scatole di fotografie, documenti, negativi e lastre di vetro di Haas conservate nell'archivio della Biblioteca di Birmingham che devono ancora essere scoperte e catalogate.
Con il mezzo fotografico Haas ha pensato che si potesse creare un "linguaggio universale" attraverso il quale fossimo in grado di ricordare eventi e ricordi personali. Era convinta che la "vita" garantisse una sorta di collegamento tra gli esseri viventi e il loro immaginario, dando loro quella forza vitale alla sopravvivenza. La fotografia, secondo lei, era carica di vita vissuta ma anche di linfa vitale. Nel suo testo, dove cita anche Roland Barthes, Amy Shulman ha sostenuto che attraverso il mezzo della fotografia Haas ha tentato di creare un "linguaggio universale" attraverso i ricordi personali e collettivi.